# Saltúquides

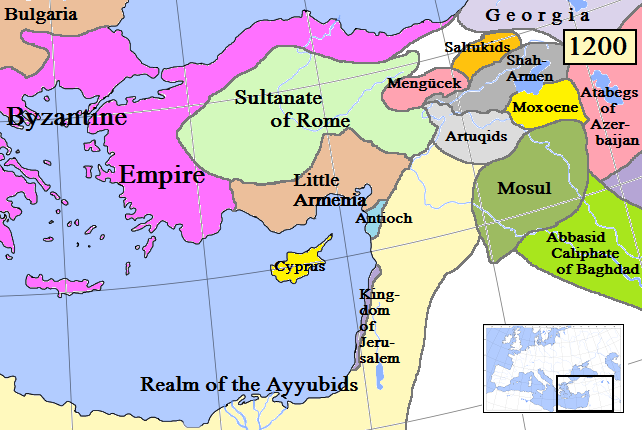
Mapa d'Anatòlia del amb la localització de l'Imperi saltúquida.

Els saltúquides o saltúkides (turc: Saltuklular; àrab: آل سلتوق, Āl Saltūq) foren una dinastia de beis turcs que van regnar sobre una part de l'est d'Anatòlia durant el segle xii.

## Història
El 1071, els seljúcides van derrotar l'Imperi Romà d'Orient a la Batalla de Mantzikert. Ebul Kasım Saltuk (Abu-l-Qàssim Saltuq) I fou encarregat pels seljúcides de conquerir Anatòlia. Va conquerir Teodosiòpolis i el sultà Alp Arslan el va designar com a bei per governar la regió. Des de 1080, la dinastia saltúquida es va instal·lar a Erzurum, a la qual va convertir en la seva capital. Una altra versió atribueix l'origen del nom a causa dels refugiats armenis que venien en majoria de la propera Arzan (Arzan al-Rum) que havia estat destruïda el 1049 pels Seljúcides.
El 1086, a la mort del sultà de Rum Sulayman I ibn Kutalmix, Ebul Kasim va exercir les funcions de regent (1086-1092) fins a la majoria de Kilij Arslan I. Aquest últim estava retingut en captivitat per Tútuix I, fundador de la dinastia seljúcida de Síria. Tútuix fou vençut pels romans d'Orient que salvaren així a la dinastia dels seljúcides de Rum. A la mort del gran soldà seljúcida Màlik-Xah I el 1092, Kilij Arslan I va poder accedir al tron de Rum. El 1107, el seu segon fill Màlik-Xah ibn Kilij Arslan el va succeir però enfrontat amb els seus germans que li disputaven la corona.
Ebul Kasim va continuar sent en principi vassall dels seljúcides, però després va aprofitar els conflictes interns per esdevenir independent. El seu fill Ali el va succeir el 1103. Va donar suport a Muhammad Tapar en contra de Barkyaruk. Va conquerir Kars i va reforçar així la seva posició. Ell i els seus successors prengueren el títol de màlik (‘rei’). El 1123 el califa abbàssida va demanar ajut als saltúquides contra el mazyàdida Dubays ibn Sàdaqa de Hilla. El successor d'Ali fou el seu germà Diya al-Din Ghazi, mort el 1131/1132.
Els saltúquides van conquerir Bayburt, Shahin Kara Hisar, Tercan (Terdjan), Ispir, Oltu i Midjingerd. En les relacions conflictives amb el rei de Geòrgia David el Constructor (Agmashenebeli) a expenses del qual els saltúquies van estendre les seves possessions, el 1120 David va formar una coalició amb els kiptxaqs i va derrotar diversos grups turcs entre els quals els saltúquides. Diya al-Din es va aliar uns anys després, per matrimoni, amb els ortúquides. El 1132, İzzeddin Saltuk, net d'Ebul Kasim i fill d'Ali, va pujar al poder. Sota el seu regnat la dinastia dels saltúquides va arribar al seu zenit.
L'any 1156 la població cristiana d'Aní es va aixecar contra l'emir xaddàdida Fakr al-Din Shaddad, vassall de Jordi III, i va cedir la ciutat al seu germà Fadl ibn Mahmud, però la població no ho va acceptar i es va oferir a Jordi III, que va acceptar l'oferiment. Una coalició formada pel Xah-i Arman d'Ahlat Nasir al-Din Sukman II, el governant Ortúkida de Diyarbakır, Kadjm al-Din Alpi, i el saltúquida Izz al-Dîn Saltuk II d'Erzerum, però Jordi va derrotar els aliats que van posar setge a la ciutat en 1161 i va marxar contra el beir d'Erzerum però es conformaren a saquejar la ciutat abans de tornar a les seves terres. Per ser alliberat, el bei va haver de satisfer un rescat de deu mil dinars, pagats amb l'ajuda d'altres beis (els ortúquides i el xah-i arman d'Akhlat, Sukman, casat amb una germana d'Izz al-Din/Izzeddin). Va fer una aliança, consagrada pel matrimoni d'una germana seva, amb el sultà de Rum Izz al-Din Kilidj Arslan II (1156-1192) però la princesa fou interceptada per l'emir danixmendita de Sivas Yaghibasan que la va casar amb el seu nebot, el beg de Kayseri, cosa que va provocar la guerra entre Rum i Danishmend/Sivas.
İzzeddin Saltuk va morir el 1174, i el seu fill Nasir al-Din Muhammed el va reemplaçar. En les relacions conflictives amb Geòrgia es produí un curiós episodi: ekl fill de Muhammad, Muzaffar al-Din, va oferir convertir-se al cristianisme per casar-se amb qui serà la reina Tamara de Geòrgia; va viatjar amb gran pompa a Tblisi, amb valuosos regals per la llavors princesa, però aquesta va acabar rebutjant l'oferta. No es torna a parlar de Nasir al-Din i del seu fill després d'aquest episodi.
Una altra particularitat d'aquesta dinastia és el regnat de Mama Hatun, la filla d'İzzeddin Saltuk, durant una desena d'anys a la fi del segle xii (ja consta al govern el 1191). Mama estava aliada a l'emir de Mayyafarikin contra el Shah-i Arman d'Akhlat. Vers el 1200 va demanar al sultà d'Egipte al-Adil I, que li busqués un marit i això li hauria costat l'enderrocament per Malik Shah, germà de Muzaffar al-Din. El nou bei va mantenir però l'aliança estratègica amb els aiubites egipcis cosa que va provocar l'hostilitat del sultà de Rum. Des del començament del segle xiii els saltúquides van haver de lluitar contra els sultans de Rum. Un segle abans el sultà gran seljúcida Malik Shah I (1107-1116) va voler unificar Anatòlia sota la seva autoritat, però fou Rukn al-Din Sulaymanshah II de Rum (1197-1204) qui va acabar dominant el beilicat el 1202; després d'una campanya contra Geòrgia, es va dirigir a Erzurum i va establir el domini sobre el beilicat saltúquida; Malik Shah fou deposat i no és clar si el territori fou annexionat immediatament o uns anys després. Segons l'Enciclopèdia de l'Islam, fou annexionat el 1202, però altres fonts diuen que els saltúquides quedaren sota la sobirania feudal dels seljúcides fins vers el 1230 quan Ala al-Din Kaykubad I va annexionar completament el territori.

## Monuments
Els saltúquides van deixar diversos monuments a Erzurum i a Tercan.
- Kale Mescidi (torre de la mesquita petita), Tebsi Minare (minaret), Ulu Câmi (mesquita grab) (1179) à Erzurum.
- Mausoleu i caravanserrall de Mama Hatun a Tercan.

## La dinastia
| Dates     | Nom                                | Nom turc            | Fill de   | Nom àrab                     |                                   |
| --------- | ---------------------------------- | ------------------- | --------- | ---------------------------- | --------------------------------- |
| 1097-1103 | Abu al-Qasim Saltuk I              | Ebul Kasım Saltuk   |           | أبو القاسم سلتوق             | Fundador i epònim de la dinastia. |
| 1103-1124 | Alí                                | Alí                 | Saltuk I  | علي بن سلتوق                 |                                   |
| 1124-1132 | Dhiya al-Din Abu al-Muzaffar Ghazi | Ziyaeddin Gazi      |           | ضياء الدين أبو المظفر غازي   |                                   |
| 1132-1168 | Izz al-Dîn Saltuk II               | İzzeddin Saltuk     | Alí       | عز الدين سلتوق بن علي        |                                   |
| 1168-1191 | Nasir al-Din Muhammad              | Nasıreddin Muhammed | Saltuk II | ناصر الدين محمد              |                                   |
| 1191-1201 | Mama Khatun                        | Mama Hatun          | Saltûq II | ar                           |                                   |
| 1201-1202 | Ala al-Din Abu Mansur              | Alaeddin            | Muhammad  | علاء الدين أبو منصور بن محمد |                                   |
| 1202-1202 | Malik shah                         | Melikşah            | Muhammad  | ملكشاه بن محمد               | Conquesta pels Seljúcides de Rum. |